# Hranice (district de Cheb)
Pour les articles homonymes, voir Hranice (homonymie).
Hranice (en allemand : Roßbach) est une ville du district de Cheb, dans la région de Karlovy Vary, en Tchéquie. Sa population s'élevait à 2 070 habitants en 2025.

## Géographie
Hranice se trouve à 13 km au sud d'Oelsnitz/Vogtl. (Allemagne), à 29 km au nord-ouest de Cheb, à 51 km à l'ouest-nord-ouest de Karlovy Vary et à 164 km à l'ouest de Prague.
La commune est limitée par l'Allemagne à l'ouest, au nord et à l'est, et par Aš, Podhradí et Krásná au sud.

## Histoire
La première mention écrite de la localité date de 1413.

## Galerie

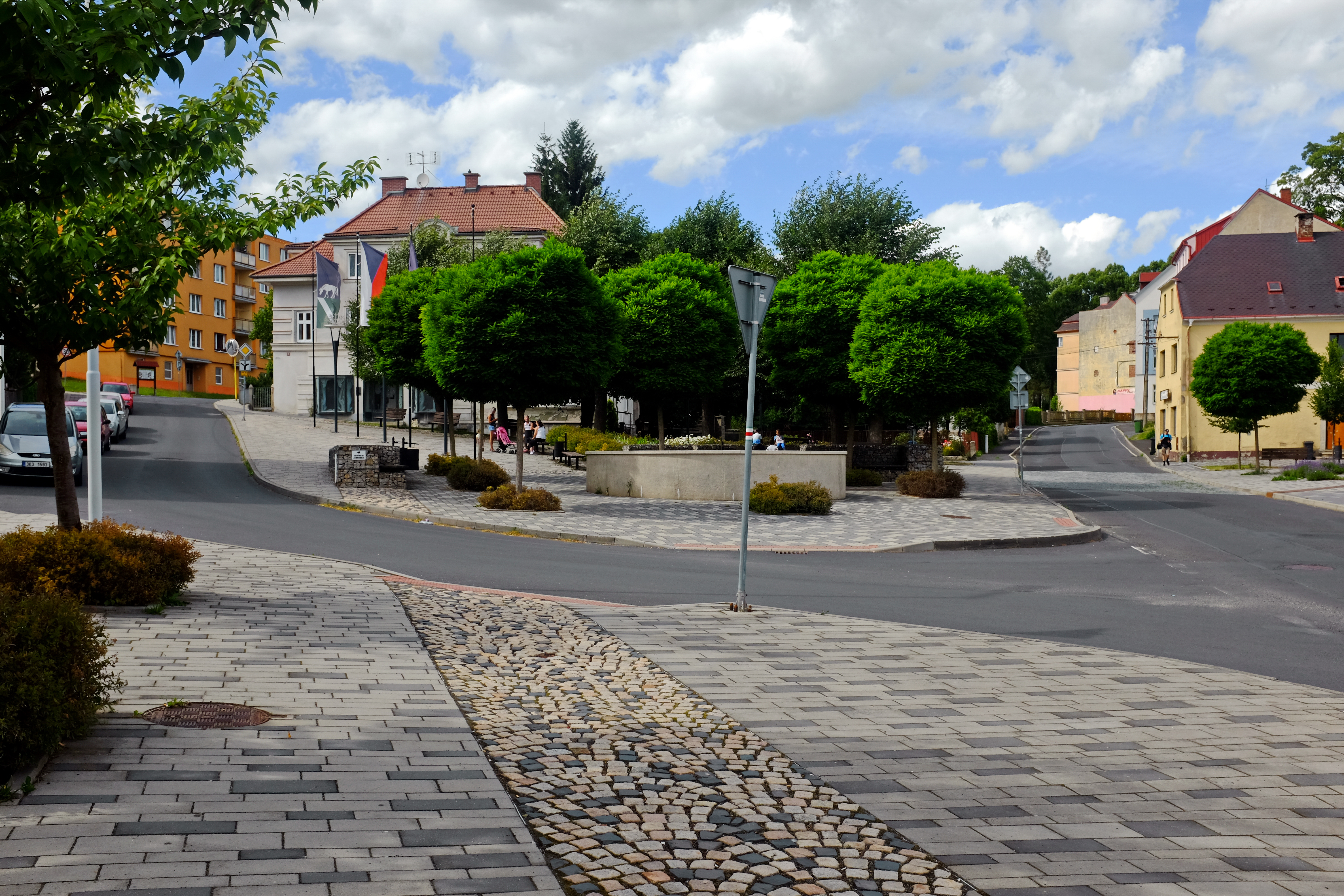
Place Masaryk.
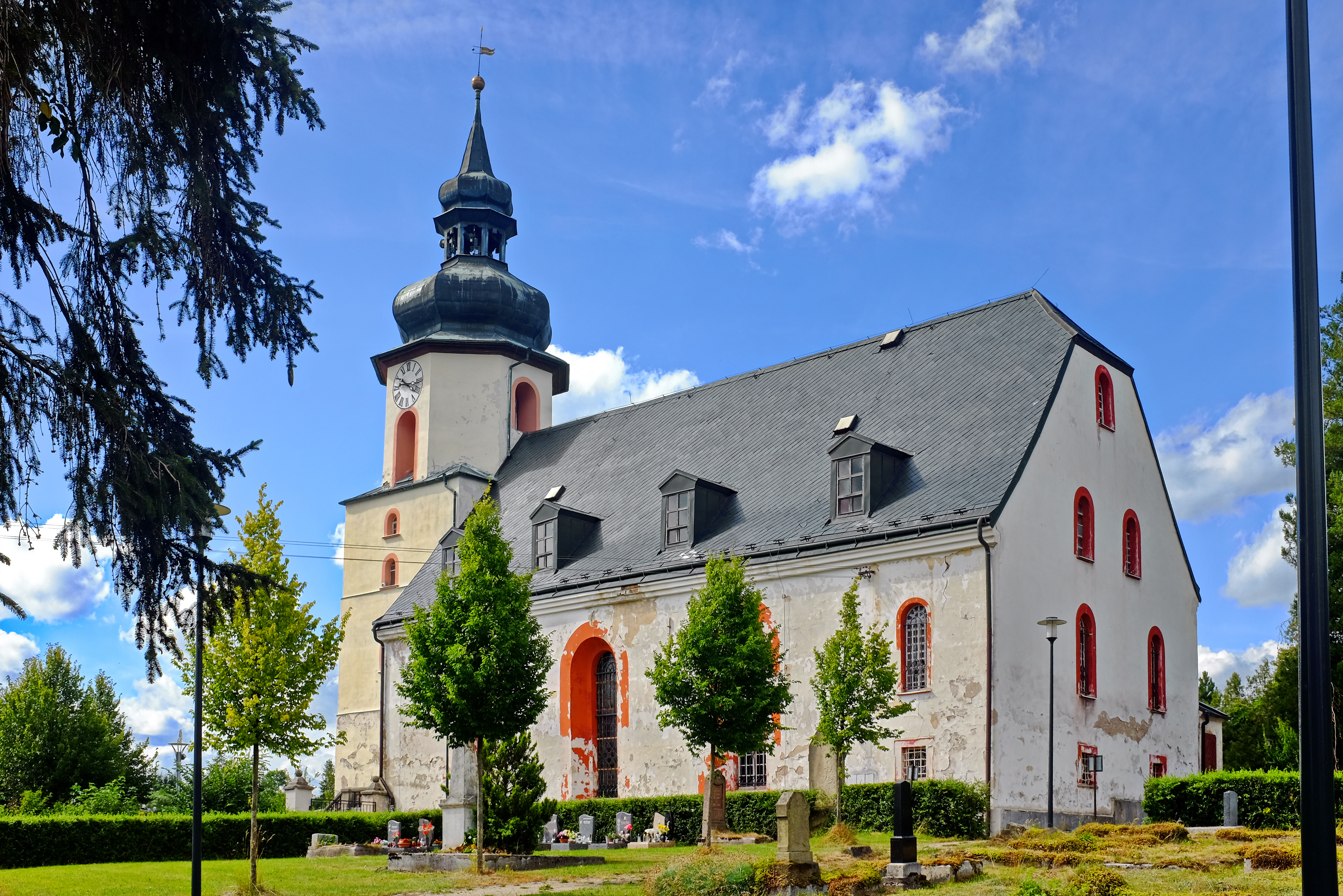
Église évangélique.

## Transports
Par la route, Hranice se trouve trouve à 29 km de Plauen (Allemagne), à 34 km de Cheb, à 71 km de Karlovy Vary et à 202 km de Prague.